# Frontera entre Rússia i Lituània
La frontera entre Rússia i Lituània és la frontera internacional entre la República de Lituània (membre de la Unió Europea) i la Federació russa (membre de la Comunitat d'Estats Independents). La longitud de la frontera és de 261 km. Passa (d'oest a sud-oest en el sentit de les agulles del rellotge) a través de l'istme de Curlàndia i la llacuna de Curlàndia, i després segueix al llarg dels rius Nemunas, Šešupė, Širvinta, Liepona, el llac Vištytis. Hi ha un trifini entre Lituània, Rússia i Polònia amb un monument de pedra a 54° 21′ 48″ N, 22° 47′ 31″ E / 54.36333°N,22.79194°E. La major part de la frontera segueix rius o llacs. A la terra, les estacions frontereres estan equipades amb instal·lacions tècniques i d'enginyeria (tanques cablejades i zona d'exclusió). La majoria de les altres àrees de la terra no tenen una tanca, però alguns llocs prop de carreteres o pobles tenen tanques (per exemple, a 54° 27′ 11″ N, 22° 42′ 08″ E / 54.45306°N,22.70222°E amb cobertura a Street View). Passar de la frontera amb Lituània requereix un visat de Schengen, i a Rússia cal un visat rus.

## Història
Les fronteres històriques entre el Gran Ducat de Lituània i el Tsarat Rus van variar significativament al llarg de la història, i de vegades tenien poca semblança amb les fronteres modernes.
En 1422, el tractat de Melno, que posa fi a la guerra de Golub entre l'Orde Teutònica i l'aliança del regne de Polònia/Gran Ducat de Lituània, fixa la frontera entre els diversos bel·ligerants. Aquesta quedarà inalterable fins a la fi de la Primera Guerra Mundial.

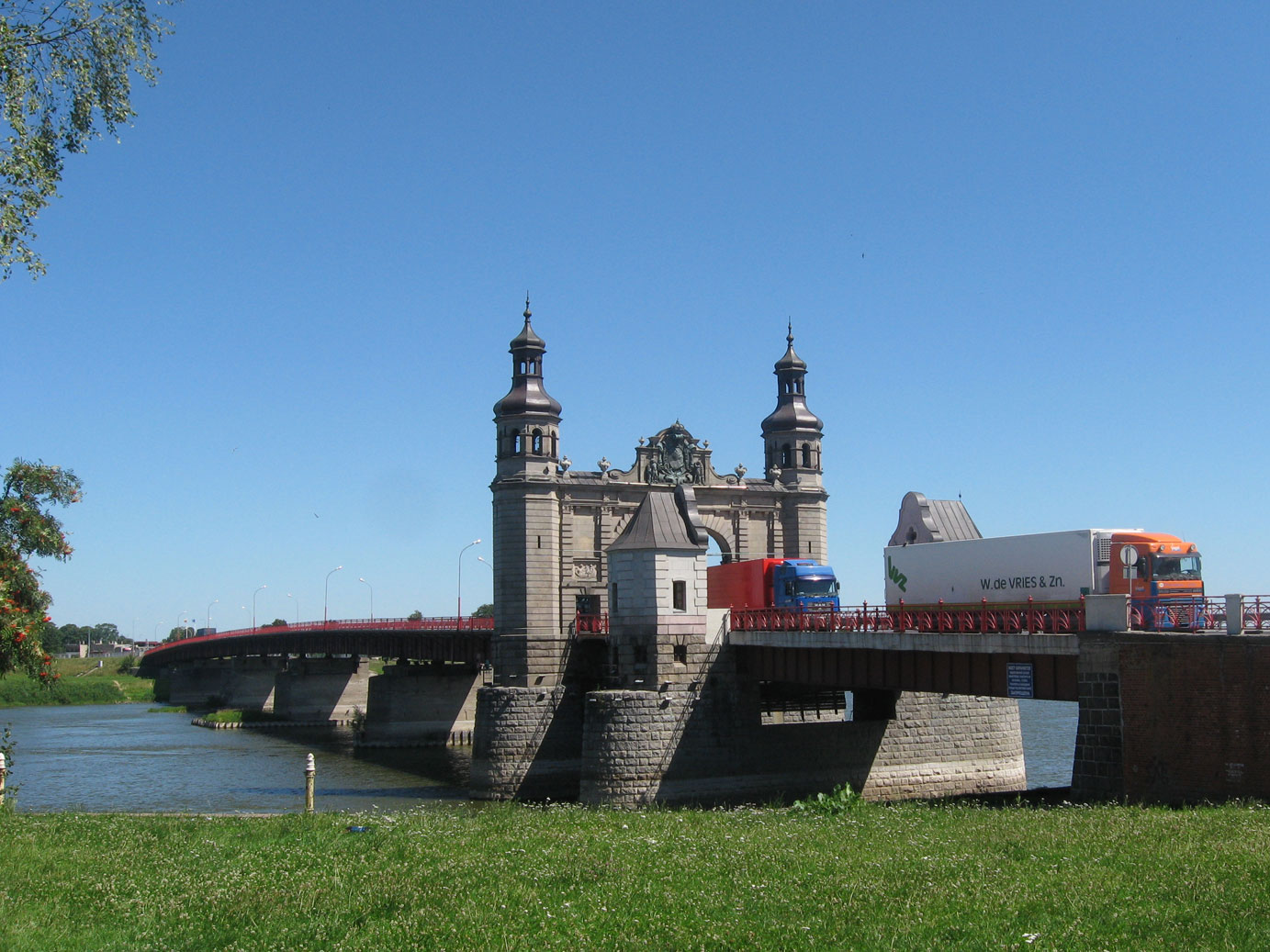
Pont de la reina Lluïsa sobre el Nemunas a Sovetsk

En 1918, la Lituània esdevé independent. Els territoris situats al nord del Nemunas, que fins llavors formaven part de l'Imperi alemany i sobretot de la seva província de Prússia Oriental, van esdevenir territori autònom i van ser posats sota protectorat francès creant així el « Territori de Memel » nom donat en referència a aquest port situat sobre el mar Bàltic, principal ciutat d'aquesta entitat. Quan el territori serà ocupat i annexat per la Lituània en 1923, el Nemunas marcarà així la frontera d'aquest país amb Alemanya.
Des que Hitler va arribar al poder a Berlín, no deixarà de qüestionar el seu traçat, reclamant i obtenint en 1938 la restitució de port de Memel. La derrota del Tercer Reich en 1945, restablirà el traçat anterior al total profit del Unió de Repúbliques Socialistes Soviètiques, per una banda la República Socialista Soviètica de Lituània s'integrarà en la URSS, mentre la part septentrional de l'antiga província alemanya va esdevenir l'óblast de Kaliningrad integrada a la República Federativa Socialista Soviètica de Rússia.
Així durant 46 anys la frontera internacional va esdevenir línia de demarcació entre dos Estats membres de la federació soviètica fins que Lituània recuperà de nou la seva independència l'any 1991. El 1997, la Federació de Rússia i la República de Lituània van signar un acord fronterer, que va eliminar els absurds de la frontera. Per exemple el llac Vištytis es va dividir entre els estats, ja que gairebé tota la zona de l'embassament era part de la Federació de Rússia. Per tant, els pescadors i els nedadors del costat lituà creuaven inadvertidament la frontera internacional. A canvi, Rússia va rebre la compensació territorial adequada en altres àrees. El tractat va entrar en vigor el 2003.

## Passos fronterers
| Image | Carretera russa            | Carretera lituana                   | Tipus de pas | Characteristics | Estatus | Coordinates                                            |
| ----- | -------------------------- | ----------------------------------- | ------------ | --------------- | ------- | ------------------------------------------------------ |
|       | R515                       | 167                                 | Carretera    |                 | Actiu   | 55° 05′ 27″ N, 21° 53′ 12″ E / 55.090763°N,21.886789°E |
|       | -                          | -                                   | Ferrocarril  |                 | Actiu   | 55° 05′ 27″ N, 21° 53′ 12″ E / 55.090763°N,21.886789°E |
|       | E77 (A216)                 | E77 (A12)                           | Carretera    |                 | Actiu   | 55° 05′ 01″ N, 21° 54′ 21″ E / 55.083649°N,21.905818°E |
|       | 27K-105                    | 184                                 | Carretera    |                 | Actiu   | 55° 03′ 35″ N, 22° 35′ 30″ E / 55.059609°N,22.591793°E |
|       | P509                       | Vytauto g.                          | Carretera    |                 | Tancat  | 54° 46′ 34″ N, 22° 51′ 18″ E / 54.775988°N,22.855040°E |
|       | E28                        | E28                                 | Carretera    |                 | Actiu   | 54° 38′ 30″ N, 22° 44′ 38″ E / 54.641721°N,22.743941°E |
|       | Ferrocarril de Kaliningrad | Kaliningradskaja schelesnaja doroga | Ferrocarril  |                 | Actiu   | 54° 38′ 24″ N, 22° 44′ 49″ E / 54.640051°N,22.747080°E |
|       | 27K-210                    | 200                                 | Carretera    |                 | Tancat  | 54° 27′ 13″ N, 22° 42′ 11″ E / 54.453573°N,22.703110°E |

## Economia
A la frontera entre Rússia i Lituània es produeix el contraban i el comerç "transbordador" semi-legal més barat de productes russos i belarussos, que s'exporten a Lituània per a la seva revenda. Hi són especialment populars les cigarretes.